# Platón (exarca)
Platón (en griego, Πλάτων) fue exarca de Rávena de 645 a 649.  Es conocido principalmente por su monotelismo y su oposición al Papa Teodoro I. Convenció al Patriarca Pablo II de Constantinopla de romper relaciones con el Papa.
Se atestigua su exarcado por primera vez en 645. En 649, cuando se menciona que su sucesor Olimpio estaba en Rávena, él ya se encontraba de vuelta en la corte imperial en Constantinopla, trabajando como consejero del emperador romano Constante II sobre el tema de la situación en Italia y la resistencia del papa Martín I al monotelismo.
Su rastro se pierde en 653. Un hermano, el presbítero Teocaristo, y un cuñado o yerno llamado Teodoro Chilas, son atestiguados dos años más tarde.